# Рама (конструкция)

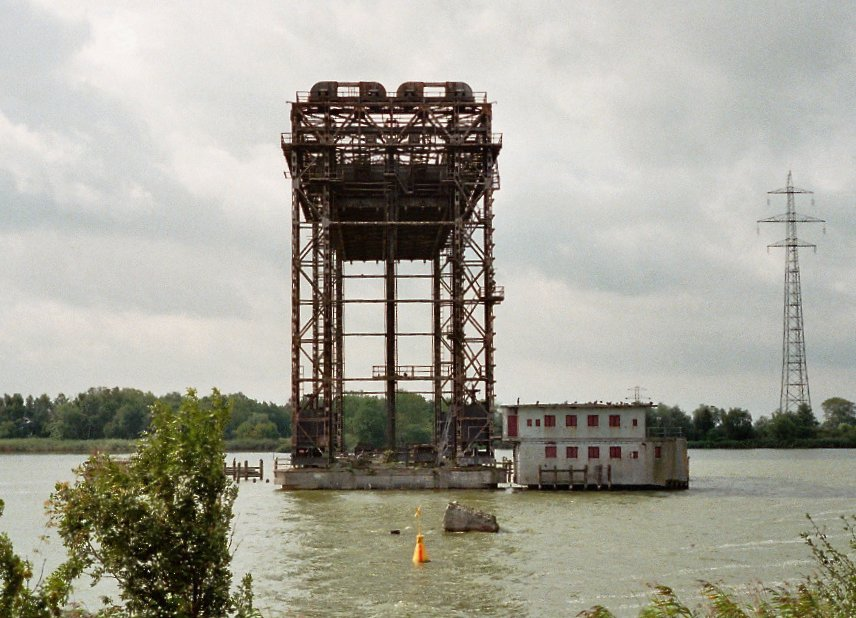
Рама подъёмного моста

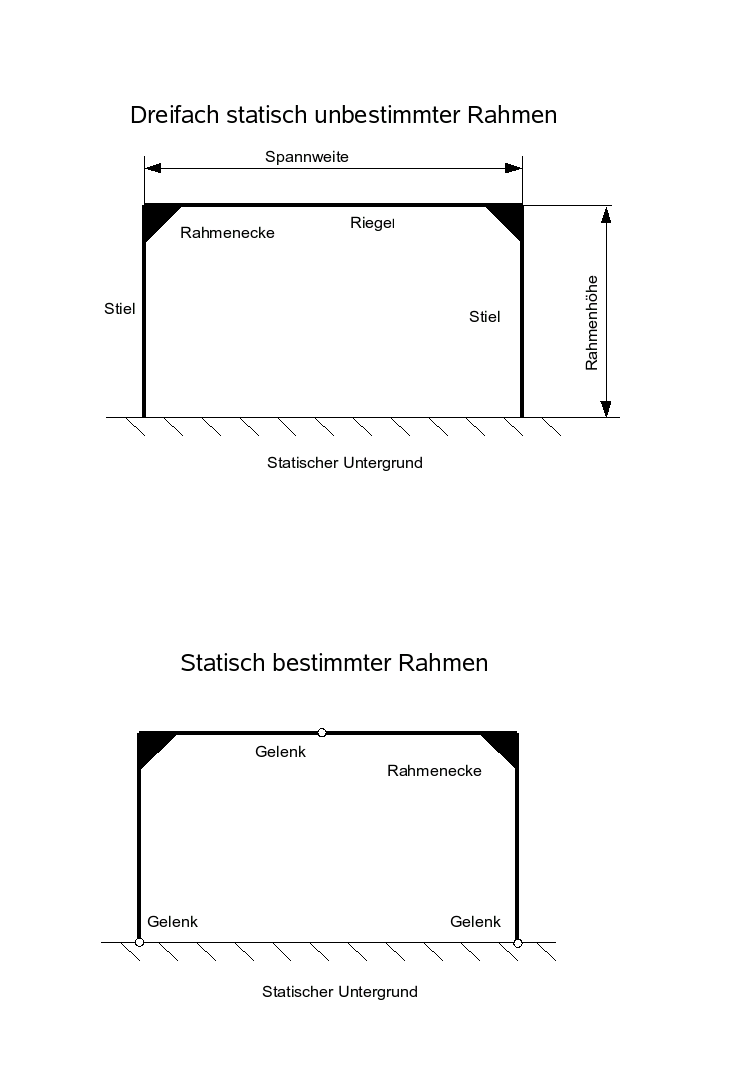
Сверху: Рама, как трижды статически неопределимая система
Внизу: Рама, как статически определимая система

Рама — двух- или трёхмерная конструкция, содержащая жесткие связи между элементами, поддерживающая их и придающая форму. В отличие от фермы элементы рамы могут испытывать помимо растяжения-сжатия ещё и изгиб. 
В сопротивлении материалов, рама - это плоская или пространственная геометрически неизменяемая стержневая система, элементы которой (ригели,стойки) жёстко соединены между собой в некоторых или во всех узлах. 
Стержни рамы одновременно работают на осевое действие сил и на изгиб, при этом изгибная деформация рамы преобладает. Рамы в качестве несущих конструкций в зданиях, инженерных сооружениях (мосты, путепроводы, эстакады, мосты, путепроводы), в судостроении и авиации и являются несущими частями машин. 
Два распространенных предположения относительно поведения каркаса здания: его балки могут свободно вращаться в местах их соединения или его элементы соединены таким образом, что углы, которые они образуют друг с другом, не меняются под нагрузкой.
Как правило, рамы выполняют роль несущих конструкций, воспринимающих статическую нагрузку.

## Стандарт AISC
Комментарий к спецификации стали AISC к разделу B3 содержит рекомендации по классификации соединения с точки зрения его жесткости. Секущая жесткость соединения Ks принимается в качестве индексного свойства жесткости соединения. В частности,
Ks = Ms/θs
где
M s = момент при рабочих нагрузках, kip-in (Н-мм)
θ s = вращение при рабочих нагрузках, рад 

Секущая жесткость соединения сравнивается с вращательной жесткостью соединяемого элемента следующим образом, в котором L и EI представляют собой длину и жесткость на изгиб, соответственно, балки.
Если K s L/EI ≥ 20, допустимо считать соединение полностью натянутым (другими словами, способным поддерживать углы между элементами). Если K s L/EI ≤ 2, допустимо считать соединение простым (другими словами, оно вращается без создания момента). Соединения с жесткостью между этими двумя пределами частично ограничены, и при проектировании необходимо учитывать жесткость, прочность и пластичность соединения.